# Holocheila
Holocheila es un género monotípico de plantas con flores perteneciente a la familia Lamiaceae. Su única especie: Holocheila longipedunculata S.Chow, es originaria de China en Yunan.

## Descripción
Es una hierba estolonífera y perennifolia. Los tallos son simples, erectos. Las hojas largas, pecioladas y cordadas. Las inflorescencias se presentan en cimas axilares, largo pedunculadas. Cáliz acampanado oblicuamente, con dos labios, el labio superior de 3 dientes, el labio inferior de dos dientes. La corola es tubular, de base estrecha, poco a poco dilatada en la garganta.

## Sinonimia
- Teucrium holocheilum W.E.Evans, Notes Roy. Bot. Gard. Edinburgh 13: 186 (1921).[2]